# Бієліна (регіон)
Бієліна (серб. Регија Бијељина) — один з 6-ти регіонів в Республіці Сербській, що входить до складу Боснії і Герцеговини.

## Географія
Регіон Бієліна розташований на північному сході країни. Адміністративним центром регіону є місто Бієліна.
Регіон складається з 12 громад (серб. општина):
- Бієліна — м. Бієліна (серб. Бијељина)
- Углевік — м. Углевік (серб. Угљевик)
- Лопаре — м. Лопаре
- Доні-Жабар — с. Доні-Жабар (серб. Доњи Жабар) — відокремлений територією округа Брчко
- Пєлагічево — м. Пєлагічево (серб. Пелагићево) — відокремлений територією округа Брчко
- Зворник — м. Зворник — входить до субрегіону (серб. субрегија) Зворник
- Осмаці — с. Осмаці — входить до субрегіону (серб. субрегија) Зворник
- Шековичі — м. Шековичі (серб. Шековићи) — входить до субрегіону (серб. субрегија) Зворник
- Власениця — м. Власениця — входить до субрегіону (серб. субрегија) Зворник
- Мілічі — м. Мілічі (серб. Милићи) — входить до субрегіону (серб. субрегија) Зворник
- Братунац — м. Братунац — входить до субрегіону (серб. субрегија) Зворник
- Сребрениця — м. Сребрениця — входить до субрегіону (серб. субрегија) Зворник

Окружному суду в м. Добой підпорядковані 2 відокремлені територією округа Брчко громади: 
- Доні-Жабар — Доні-Жабар (серб. Доњи Жабар),
- Пєлагічево — Пєлагічево (серб. Пелагићево).

В рамках Добойсько-Бієлінського регіону (серб. Добојско-бијељинска регија) до нього (окрім 8-ми громад регіону Добой) відносять 2 наближені (Доні-Жабар і Пєлагічево) та 3 віддалені громади регіону Бієліна (Бієліна, Углевік, Лопаре) і нейтральний округ Брчко.